# Andrei Lawrentjewitsch Getman
Andrei Lawrentjewitsch Getman (russisch: Андрей Лаврентьевич Гетман, * 22. Septemberjul. / 5. Oktober 1903greg. im Dorf Klepaly, Oblast Sumy; †  8. April 1987 in Moskau) war ein sowjetischer Armeegeneral (13. April 1964) und Held der Sowjetunion.

## Leben
Andrei Getman entstammte einer ukrainischen Bauernfamilie und absolvierte 3 Klassen einer ländlichen Schule, danach arbeitete er als Helfer in einer Zuckerfabrik und auf einem Bahnhof.

### Frühe Militärkarriere
Im Oktober 1924 wurde er zur Roten Armee eingezogen. Im Jahr 1927 absolvierte er eine Kaderschule der Roten Armee, nach der er in verschiedenen Stabsstellen diente. Im Jahr 1927 absolvierte er die Kommandeurs Schule der Roten Armee, nach der er im September ein Zugführer im 130. Schützenregiment der 44. Schützendivision wurde. Im September 1927 kommandierte er eine Kompagnie bei der 44. Schützendivision, im folgenden Jahr ein Bataillon bei der gleichen Division. Seit Mai 1929 wurde er Stellvertretender Chef der Operationsabteilung im Stab der 44. Schützendivision. Seit 1930 fungierte er in der Militärschule von Tscherwen als Kursleiter. Dann war er noch Politkommissar des Heimatbataillons der Garnison von Schitomir. Ab Februar 1933 studierte er an der Militärakademie für Mechanisierung und Motorisierung, wurde 1935 zum Oberleutnant befördert und absolvierte 1937 die Militärakademie für Mechanisierung und Motorisierung der Roten Armee, welche er im Rang eines Kapitäns abschloss. Im Juni 1937 wurde er Chef der 5. Abteilung im Stab des 7. Mechanisierten Korps im Militärbezirk von Leningrad. Im Februar 1938 wurde er zum Major befördert und zum stellvertretenden Stabschef der 31. mechanisierten Brigade. Im Mai 1938 wurde er zum Chef des Stabes dieser Brigade und im August 1938 zum Stabschef der 2. mechanisierte Brigade im Militärbezirk Fernost ernannt. In dieser Position nahm er im August 1938 an den Kämpfen gegen die Japaner beim Chassansee teil. Als Stabschef der 31. mechanisierten Brigade war er 1939 auch an den Kämpfen am Chalchin-Gol involviert. Im September 1939 wurde er stellvertretender Kommandeur der 2. Mechanisierten Brigade und am 8. Oktober 1940 zum Oberstleutnant befördert. Danach wurde ihm im November 1940 die Führung der unabhängigen 45. Panzer-Brigade übertragen, am 9. Dezember folgte seine Beförderung zum Oberst. Das nächste Kommando über die 27. Panzerdivision wurde ihm am 11. März 1941 übertragen, schon am 26. März wechselte er in die Position des Stabschefs des 30. mechanisierten Korps über.

### Im Deutsch-sowjetischen Krieg
Wenige Wochen nach Deutschlands Überfall auf die Sowjetunion wurde er im September 1941 zum Kommandeur der aus Transbaikalien nach Europa verlegten 112. Panzerdivision ernannt, um in der Schlacht um Moskau einzugreifen. Zunächst bei Serpuchow im Rahmen der 49. Armee eingesetzt, wurde Getmanns Panzerdivision zur Unterstützung der Armee des Generals P. A. Below zugewiesen und bewährte sich bei der Verteidigung von Kaschira. Während der Schlacht um Tula kämpfte die 112. Panzerdivision gegen die deutsche Panzergruppe 2. Während des sowjetischen Gegenangriffs befreiten Getmanns Panzertruppen zusammen mit anderen Einheiten Tula. Zusammen mit der 999. Schützenregiment der 258. Schützendivision wurde am 7. Dezember der Bahnhof Rewjakino an der Rollbahn Tula nach Moskau besetzt. Am 8. Dezember wurde die Division offiziell der 50. Armee übertragen und half mit Jasnaja Poljana zu befreien. Teile der mobilen Gruppe wurden der 50. Armee unter General Popow übertragen, zusammen mit der 154. Schützen-, 31. Kavallerie-Division und dem Tulaer-Arbeiter-Regiment wurde am 30. Dezember die Stadt Kaluga zurückerobert.
Getman wurde im April 1942 zum Kommandeur des 6. Panzerkorps ernannt und am 30. Mai zum Generalmajor der Panzertruppen befördert. Während des Sommers 1942 kämpften Getmanns Truppen in der Schlacht von Rschew und wurden im Dezember bei der erfolglosen Operation Mars im Abschnitt der 20. Armee eingesetzt. Getmann führte sein Korps auch im Juli 1943 während der Schlacht von Kursk und wurde am 21. August zum Generalleutnant befördert. Sein 6. Panzerkorps nahm an mehreren Schlachten der West-, Nordwest- und Woronesch-Front teil und erhielt im November 1943 für herausragende Leistungen die Neubenennung zum 11. Garde-Panzerkorps. Im ersten Halbjahr 1944 kämpfte sein Garde-Panzerkorps an den Operationen von Schitomir-Berditschew, Korsun-Schewchenkowsk, Proskurow-Czernowitz und Lemberg-Sandomier. Am 25. August 1944 übergab er das 11. Garde-Panzerkorps an Oberst Babadschanjan und wurde selbst zum stellvertretenden Kommandeur der unter General Katukow stehenden 1. Gardepanzerarmee ernannt und beteiligte sich Anfang 1945 im Rahmen der 1. Weißrussischen Front bei der Weichsel-Oder-Operation an der vollständigen Befreiung Polens und im April 1945 an der den Krieg abschließenden Berliner Operation.

### Nachkriegszeit
Nach dem Krieg befehligte er die mechanisierten Armeen des Militärbezirks Ural und des Militärbezirks Transkaukasus. Von 1949 bis 1956 diente er als Stabschef und stellvertretender Kommandeur der mechanisierten Truppen und wurde am 3. August 1953 zum Generaloberst befördert. Im April 1956 wurde er zum Kommandeur der Besonderen Mechanisierten Armee ernannt, die aktiv an der Niederschlagung des Ungarischen Aufstands beteiligt und im Juni 1957 in 1. Besondere Kombinierte Armee umbenannt wurde. Seit Juni 1957 befehligte er die 1. Armee und von April 1958 bis 1964 die Truppen des Militärdistrikts der Karpaten. Am 13. April 1964 wurde er zum Armeegeneral befördert und am 7. Mai 1965 zum 20. Jahrestag des Endes des Zweiten Weltkriegs mit dem Titel Held der Sowjetunion und dem Leninorden ausgezeichnet. Er wurde bei der 5. bis 8. Versammlung der KPdSU als Stellvertreter des Obersten Sowjets der UdSSR gewählt und war von 1961 bis 1976 Mitglied des Zentralkomitees der KPdSU. 1966 erhielt er den Titel "Ehrenbürger der Stadt Tula". Seit Januar 1972 fungierte er als Militärberater in der Gruppe der Generalinspektoren im Verteidigungsministerium der UdSSR. Er starb am 8. April 1987 und wurde auf dem Nowodewitschi-Friedhof in Moskau begraben.
Aus seiner Ehe mit Olga Ivanowna (1908–1972), welche als Ärztin arbeitete, entstammen die Kinder Anatoli (1938–1967) Elvin (1932–1996).